# Dubové (Banská Bystrica)
|  | No s'ha de confondre amb Dubové (Žilina). |

Dubové és un poble i municipi d'Eslovàquia que es troba a la regió de Banská Bystrica.

## Història
La primera menció escrita de la vila es remunta al 1255.

## Demografia
| Godina             | 1994 | 2004   | 2014    | 2024    |
| ------------------ | ---- | ------ | ------- | ------- |
| Nombre de persones | 244  | 235    | 273     | 385     |
| Diferència         |      | −3,68% | +16,17% | +41,02% |

| Godina             | 2023 | 2024   |
| ------------------ | ---- | ------ |
| Nombre de persones | 373  | 385    |
| Diferència         |      | +3,21% |